# Quaranta pistole
Quaranta pistole (Forty Guns) è un film western del 1957 diretto da Samuel Fuller.

## Trama
Una ricca proprietaria terriera domina con il terrore il territorio capeggiando una banda di ben quaranta uomini (le quaranta pistole). Uno di questi deve essere arrestato per una rapina all'ufficio postale. Un uomo, Griffin, e i suoi due fratelli, lavorano per il Procuratore di Giustizia, e devono affrontare l'intera banda. Griffin si innamora della donna, ma ad un certo punto è costretto ad ucciderle il fratello. Alla fine, dopo numerose altre morti violente, tra cui quella di uno dei fratelli, la banda è sgominata e la donna, anch'ella innamorata, segue Griffin che se ne va altrove.
Il lieto fine è posticcio in quanto nella versione originale di Fuller la donna veniva uccisa da Griffin.

## Critica
Paolo Mereghetti (1993): ***
«Un western energico e fiammeggiante, con un diffuso senso di morte ... [narrativamente] rovescia i consueti rapporti di forza uomo-donna ... [stilisticamente] è uno dei film anti-classici per eccellenza (Godard lo indicò come fonte d'ispirazione per Fino all'ultimo respiro)».